# Thereianthus ixioides
Thereianthus ixioides är en irisväxtart som beskrevs av Gwendoline Joyce Lewis. Thereianthus ixioides ingår i släktet Thereianthus och familjen irisväxter. Inga underarter finns listade i Catalogue of Life.